# يهودا عميحاي
يهودا عميحاي (بالعبرية: יהודה עמיחי؛ 3 مايو 1924 - 22 سبتمبر 2000) كان شاعراً إسرائيلياً، يعد من أبرز رموز الشعر المعاصر في إسرائيل. استخدم الشاعر العبرية العامية ويعد من أول من قام بذلك. قصائده تعد الأكثر قراءة في إسرائيل، وقد حصل على جائزة إسرائيل في الأدب سنة 1982.
ولد في مدينة فورتسبورغ الألمانية لعائلة يهودية أرثوذكسية فتعلم اللغتين العبرية والألمانية. هاجرت عائلته لمدينة بتاح تكفا في عام 1935 عندما كانت فلسطين تحت الانتداب البريطاني. بعد عام هاجروا إلى القدس، وكان عمر يهودا يومها 11 عامًا. سكنت العائلة في البداية لمدة عام تقريبًا في بتاح تكفا، ثم انتقلت إلى القدس. أأثناء الحرب العالمية الثانية، بعد تخرجه من المدرسة الثانوية، تطوع عام 1942 في الجيش البريطاني، وخدم في مصر. شارك في تهريب الأسلحة والهجرة غير الشرعية لليهود إلى فلسطين. درس بعد تسريحه من الجيش في مدرسة بيت هكيرم بالقدس في صف خاص للجنود البريطانيين المُسرّحين. مع اندلاع حرب الاستقلال عام 1948، تجند وخدم كمقاتل في "لواء النقب" التابع للبلماح حتى نهاية الحرب، كما شارك في معركة "حليقات" الضارية، وقُتل فيها صديقه قائد اللواء حاييم (ديكي) ليكسبرجر - وهو حدث ذكره مرارًا وتكرارًا في أشعاره وقصصه، بما في ذلك قصيدته الشهيرة "المطر في ساحة المعركة"، خدم لاحقًا في الجيش الإسرائيلي خلال العدوان الثلاثي على مصر وحرب أكتوبر.
درس التوراة والأدب العبري في الجامعة العبرية في القدس. كان أول ديوان شعر نشر له «اليوم والأيام الأخرى» سنة 1955، وكان بمثابة ثورة في الأدب العبري. لاحقاً كتب الشعر أثناء إقامته في جامعات بركلي، وجامعة يايل، وجامعة نيويورك، وغيرها. حصل عام 1957 على جائزة شلونسكي على ديوانه هذا. وكان أول شعراء جيل المدينة المنورة يفوز بجائزة إسرائيل التي مُنحت له عام 1982. وكتبت لجنة التحكيم في أسباب الجائزة أن عميحاي "أنشأ في شعره حركة جديدة في الشعر العبري"، و"أحدث تغييرًا ثوريًّا في اللغة الشعرية، حيث جمع بين المواد الشعرية والمواد المستمدة من الحياة اليومية".
في 21 شباط 1988، خلال الانتفاضة الأولى، نشر بالتعاوُن مع عاموس عوز، أ. ب. يهوشواع وعاموس إيلون، رسالةً في صحيفة نيويورك تايمز، ناشد فيها الكتاب يهود الولايات المتحدة "التعبير عن رأيهم بصوت عالٍ" فيما يتعلق بسياسة إسرائيل في المناطق المحتلة.
يُعتبر عميحاي الشاعر الإسرائيلي الأكثر ترجمة والأكثر شهرة في العالم، وهو من أبرز وأهم شعراء اللغة العبرية في النصف الثاني من القرن العشرين. وقد اكتسب شهرة دولية واسعة وترجمت كتبه إلى 40 لغة. عُقدت مؤتمرات دولية حول شعره، منها في جامعات عالمية، مثل جامعة أكسفورد عام 1994، وجامعة ييل عام 2007. تم ترشيح عميحاي عدة مرات، في القائمة النهائية، لجائزة نوبل. يتم إدراج قصائد عميحاي في مناهج المدارس الثانوية العامة في الولايات المتحدة واليابان، ويتم تدريسها أيضًا في الكليات والجامعات حول العالم. دعا إسحق رابين، رئيس الوزراء الحائز على جائزة نوبل للسلام عام 1994، عميحاي لقراءة قصائده في حفل توزيع الجوائز في أوسلو. ومن بين أمور أخرى، قرأ عميحاي قصيدته "رحم الله أطفال الروضة". تم بث العديد من قصائده المترجمة في محطات إذاعية مختلفة حول العالم، كما نُشرت قصائده بمختلف اللغات في العديد من المجلات حول العالم، منها: النيويوركر، وذا نيو ريببلك، نيويورك تايمز.
```
كان محباً للسلام والتصالح، وقد عمل سوية مع بعض الكتاب العرب. توفي عميحاي في 22 سبتمبر 
2000
 بسبب مرض السرطان، ودُفن في جنازة رسمية في مقبرة السنهدريا في القدس. وفي ذكرى وفاته، في سبتمبر 
2001
، أصدر بريد إسرائيل طابعًا تذكاريًا لذكراه. تُمنح سنويًّا جائزة يهودا عميحاي للشعر العبري، التي أسستها وزارة التربية والتعليم وبلدية القدس بشكل مشترك.
```

بيع أرشيف عميحاي الأدبي إلى جامعة ييل، وأودِعَ في مكتبة الكتب والمخطوطات القديمة التابعة لقسم الشعر العالمي. أعقَبَ عميحاي ولدًا من زواجه الأول من تمار، وطفلين من زواجه الثاني من حانا سوكولوف. عاش في حي يمين موشيه في القدس.
أحدث يهودا عميحاي تغييرًا ثوريًا في الشعر العبري في الخمسينيات. وشدد على شعر "الروح الفردية" في جيل أكد على "الروج الجماعية" في أشعاره، وعلى الأسطورة. استخدم الصور الحديثة الأصلية لوصف مشاعر الفرد ومواقفه. ترمز أول مجموعتين من قصائد عميحاي، "الآن وفي الأيام الأخرى" (1955) و"على مبعدة أملين" (1958)، إلى هذا التغيير.
سرعان ما أصبح عميحاي شاعرًا مشهورًا ومعروفًا. ولذلك عكس شعرُه روح التغيير لدى قراء الشعر الذين كانوا يبحثون عن تعبير جديد لواقع عالمهم. قال عنه الباحث الأدبي غرشون شاكيد: "تعلمنا منه أنه من الممكن قول أشياء عميقة وحساسة بكلمات بسيطة، ومن دون ترفُّع مثير للسخرية: لا داعي لصوت قصف المدافع ومن الأفضل التحدث بلغة الإنسان". بالإضافة إلى دواوينه الشعرية، نشر عميحاي أيضًا عدة روايات ومسرحيات، والعديد من التمثيليات الإذاعية. تُرجمت أعماله إلى العديد من اللغات (قرابة 40 لغة)، منها: الإنجليزية، والإسبانية، والفرنسية، والألمانية.

## دراسات بالعربية عنه
- أحمد عمر شاهين [و]رضا الطويل، تشابك الجذور:دراسة ومختارات عن الشاعر الإسرائيلي يهودا عميحاي، مصراتة: دار شهدي للطبع والنشر، 1985.
- إلياس فركوح، غرف بلا جدران، أو: ما هذا البيت المشترك؟ حوارات مع يهوذا عميخاي [وآخرين]، عمان: أزمنة للنشر والتوزيع، 2000.

## روابط خارجية
- يهودا عميحاي على موقع الموسوعة البريطانية (الإنجليزية)
- يهودا عميحاي على موقع مونزينجر (الألمانية)
- يهودا عميحاي على موقع ميوزك برينز (الإنجليزية)